# ウメ川

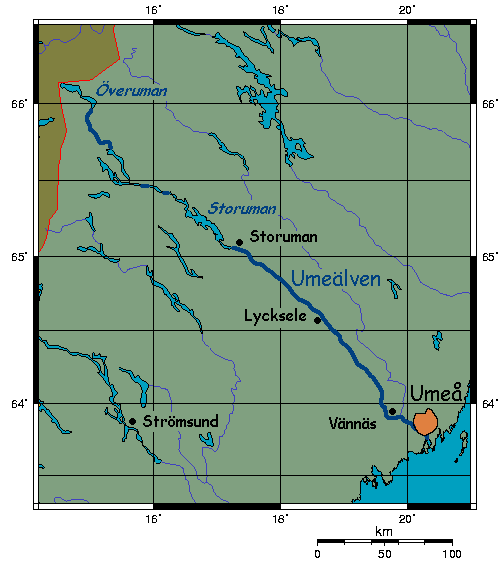
流路図

ウメ川（スウェーデン語: Umeälven）は、スウェーデン北部の河川。ウーメ川とも表記される。
スカンディナヴィア山脈中に端を発し、南東に流れ、ホルムスンドでボスニア湾に注ぐ。全長約460km、冬季には結氷する。流域内の主な町としては、ウメオがある。上流部にはエーヴェル・ウマン湖（Över-Uman）、ストゥールマン湖（Storuman）など複数の湖があり、水力発電も行われている。主な支流としてウメオの15kmほどの地点で合流するヴィンデル川や源流部に近いテルナ湖（Tärnasjön）のあるテルナ川（Tärnaån）がある。
上流部の高山帯にはヒメカンバの低木林およびGymnadenia runeiの群落があり、一帯の水域と湿地にカリガネが生息している。河口の三角州はノーザンパイクの産卵場であり、一帯にはタイセイヨウサケ、ブラウントラウト、ヒドリガモ、オナガガモ、ヒシクイ、カリガネなども生息している。河口の三角州はラムサール条約登録地である。